# Quelqu'un m'a dit
Quelqu'un m'a dit (Nekdo mi je rekel) je prvi album italijansko-francoske pevke in fotomodela Carle Bruni. Izdan leta 2003 je bil velik uspeh, tako s strani kritikov kot tudi prodaje.

## Seznam pesmi
1. "Quelqu'un m'a dit" (Nekdo mi je rekel)
2. "Raphaël"
3. "Tout le monde" (Vsakdo)
4. "La noyée" (Utopljeno dekle)
5. "Le toi du moi" (Ti od mene)
6. "Le ciel dans une chambre" (Nebo v sobi)
7. "J'en connais" (To poznam)
8. "Le plus beau du quartier" (Najlepši fant v soseski)
9. "Chanson triste" (Žalostna pesem)
10. "L'excessive" (Pretirana)
11. "L'amour" (Ljubezen)
12. "La dernière minute" (Zadnja minuta)

## Uspeh na lestvicah
| Lestvica                     | Mesto |
| ---------------------------- | ----- |
| Italijanska lestvica albumov | 4     |
| Francoska lestvica albumov   | 1     |
| Portugalska lestvica albumov | 5     |
| Belgijska lestvica albumov   | 9     |
| Čilska lestvica albumov      | 2     |
| Švicarska lestvica albumov   | 9     |
| Nemška lestvica albumov      | 14    |
| Avstrijska lestvica albumov  | 27    |